# The Beat Chics
The Beat Chics war eine britische Popband, die nur aus Frauen bestand und zwischen 1963 und 1967 tätig war.

## Geschichte
1963 gründeten sechs Musikerinnen aus dem Orchester von Ivy Benson die Band. Im Unterschied zu vielen anderen Bands der Zeit waren sie alle ausgebildete Musikerinnen, die vom Blatt lesen und spielen konnten. Die Band spielte in den deutschen Clubs ebenso wie in Großbritannien.
The Beat Chics begleitete die Sängerinnen Lulu oder Eartha Kitt; sie trat als Vorgruppe für The Beatles bei deren erster Spanien-Tournee auf und bespielte die Stierkampf-Arenen.
Mit der 1964 für Decca Records eingespielten Coverversion des Bill-Haley-Titels Skinny Minie gelangte die Band in den USA in die Billboard Top 100 und hatte Hiterfolge in Italien, Brasilien und Spanien. Die Band bestand als Quintett weiter. Mit der Sängerin Cilla Black erfolgte eine weitere Tournee in Großbritannien; dann tourte die Band auf dem europäischen Festland. 1965 legte sie bei Columbia Records eine EP für den spanischen Markt vor, die in den spanischen und in den lateinamerikanischen Charts erfolgreich war.